# Francesco Corner (1478-1543)
Francesco Corner (Veneza, 1478 - Viterbo, 26 de setembro de 1543) foi um cardeal do século XVII.

## Biografia
Patrício veneziano, pertenceu ao ramo Cornaro della Regina da família na linha S. Maurizio. Um dos seis filhos de Giorgio Cornaro. Sobrinho da Rainha Catarina Cornaro de Chipre. Irmão do Cardeal Marco Cornaro (1500). Tio do Cardeal Andrea Cornaro (1544). Tio dos Cardeais Luigi Cornaro (1551); e Federico Cornaro, OSIo.Hieros (1585). Outros membros da família promovidos ao cardinalato foram Francesco Cornaro, Jr. (1596); Federico Baldissera Bartolomeo Cornaro (1626); Giorgio Cornaro (1697); e Giovanni Cornaro (1778). Seu sobrenome também está listado como Corner; e como Cornélio.
Como na juventude se dedicou às atividades militares, estudou latim e letras muito mais tarde.
Procurator de Ultra, 29 de março de 1522. Participou de diversas campanhas militares, incluindo a defesa da cidade de Pádua que estava sitiada. Viajou para a Palestina para visitar a Terra Santa. Serviu a República de Veneza em diversas magistraturas e embaixadas. Também serviu a Carlos de Habsburgo, rei da Espanha, e continuou a servir Carlos quando este se tornou Sacro Imperador Romano. Ele teve dois filhos ilegítimos; um deles, Marco, o sucedeu como abade comendatário de Vidor. Mais tarde, após a morte de seu irmão, o cardeal Marco, Francesco ingressou no estado eclesiástico e recebeu a tonsura clerical em Roma.
Criado cardeal-presbítero no consistório de 20 de dezembro de 1527; recebeu o chapéu vermelho e o título de S. Pancrazio em 27 de abril de 1528. Arcipreste da basílica patriarcal do Vaticano.
Nomeado administrador da Sé de Brescia, março de 1531; renunciou à administração em favor de seu sobrinho Andrea Cornaro, em 13 de março de 1532. Consagrado, quinta-feira, 21 de dezembro de 1531, na Capela Sistina, Roma, pelo Papa Clemente VII, assistido pelo Cardeal Alessandro Farnese, bispo de Ostia e Velletri, pelo Cardeal Antonio Ciocchi del Monte, bispo do Porto e Santa Rufina, e pelo Cardeal Andrea della Valle. Na mesma cerimônia também foram consagrados os cardeais Antonio Sanseverino, Francisco de los Angeles Quiñones e Giovanni Domenico de Cupis. Optou pelo título de S. Cecília em 27 de abril de 1534 e depois pelo título de S. Ciriaco alle Terme, em 5 de setembro de 1534.
Cardeal Cornaro participou do conclave de 1534, que elegeu o Papa Paulo III. Optou pelo título de S. Prassede em 31 de maio de 1535. Camerlengo do Sagrado Colégio dos Cardeais, 1º de janeiro de 1536 a 15 de janeiro de 1537. Optou pelo título de S. Maria in Trastevere em 23 de março de 1541 e foi promovido para a ordem dos bispos e a sé suburbana de Albano em 14 de novembro de 1541. Passou para a sé suburbicária de Palestrina em 15 de fevereiro de 1542. Abade comendatário de Vidor. Foi um importante protagonista nas relações de Veneza, da Santa Sé e do Sacro Império Romano. Um distúrbio nervoso o afetou e ele perdeu o movimento das pernas, tendo que ser levado aos consistórios em maca.
O cardeal morreu em Viterbo em 26 de setembro de 1543, perto das 19h. Transferido para Veneza e sepultado na igreja de S. Salvatore.